# Димитър Гюзелев
Димитър Христов Гюзелев или Гюзелов (изписване до 1945 година: Гюзелевъ, Гюзеловъ; на сръбски: Димитрије Ђузелевић, Ђузеловић) е български философ и революционер, деец на Македонската младежка тайна революционна организация, подразделение на Вътрешната македонска революционна организация.

## Биография
Димитър Христов Гюзелев е роден на 10 януари 1901 или 1902 година в град Дойран, тогава в Османската империя. След разрушаването на града през Първата световна война семейството му се преселва в град Струмица. Завършва през 1921 година гимназията в град Щип и след това продължава да учи философия и славянска филология във Философския факултет в Скопие, като през това време е финансиран от ВМРО с 1500 динара.
В март 1924 година чрез Петър Хаджипанзов се включва в ММТРО малко след основаването ѝ и развива широка организационна дейност като сформира ядра на организацията в много градове на Македония. Междувременно пише:
| „ | Няма друга земя, в която да са устройвани по-ужасни аутодафета, изгаряне на книги, написани на святата кириловска азбука, презрени заради българското име и унищожавани като най-опасна ерес... Когато нашите младежи съобщаваха, че някъде са видели „ерголямът“, сърцето им трепвало от радост. Това е така, защото нямаше по-страшно, по-здраво завързан и окован Прометей от нашия в Македония, на когото беше забранено да знае нещо хубаво, истинско и светло за България. | “ |

През май 1927 година е арестуван след предателство. Предателя взима от него документи на ММТРО които предава на органите за държавна сигурност на Кралството на сърби, хървати и словенци. Арестувани са десетки членове на организацията. Като един от основните обвиняеми на последвалия Скопски студентски процес е осъден на 20 години строг тъмничен затвор. След 5 години е помилван, но не му е позволено да се върне в Македония. Въдворен е в Суботица, след това в Кралево, а от 1933 до 1941 година работи като гимназиален учител по философия в Чачак. Не прекъсва дейността си и се свързва с легално и нелегално действащи другари в Македония, Белград и Загреб.
През 1936 година заедно с Димитър Чкатров и Спиро Китанчев се включва в демократичната организация МАНАПО (Македонски народни покрет). Пише няколко статии в скопското списание „Луч“ или под истинското си име или под псевдонима Убавски, превод на турското Гюзелов.
На 9 септември 1938 година Гюзелев е начело на делегация от Македония, която връчва на председателя на Хърватската селска партия и лидер на опозицията в Белградската скупщина, д-р Владко Мачек меморандум, в който се обявява против белградския режим.. На 22 октомври 1938 година е определен за кандидат на МАНАПО за народен представител в насрочените за 11 декември предсрочни парламентарни избори, но е арестуван заедно със свои съидейници. Освободен е в края на декември същата година.
След присъединяването на по-голямата част от Вардарска Македония към България през 1941 година Гюзелев заедно с други бивши членове на ММТРО, МАНАПО и КПД „Вардар“ участва в движението за образуване на граждански национални клубове в Македония. Идеята е посрещната с неодобрение от властите, които се опасяват, че клубовете може да се превърнат в политическа партия.
През април 1942 година Гюзелев е назначен за директор на Радио Скопие. През 1942 година защитава в Загреб докторска дисертация върху Шопенхауер и издава книгата „Жертвите на Скопския студентски процес“ (Скопие, 1942). През лятото на същата година участва на поредица от срещи заедно с Йордан Чкатров, Тома Кленков, Коце Ванов, Борис Светиев, Стерьо Боздов, Тодор Гичев, Иван Шопов, Благой Попгьорчев, Сотир Тренчев, Христо Паунчев, Кирил Димков, Апостол Апостолов, Кирил Мильовски и други. На 4 и 5 юли 1942 година в Скопие, в адвокатската кантора на Йордан Чкатров е проведена среща, на която присъстват 19 души видни български общественици, политици, търговци и кметове, сред които Христо Паунчев от Охрид, Сотир Тренчев от Ресен, Борис Светиев от Битоля, Коце Ванов и Богдан Попгьорчев от Велес, Христо Сеизов от Кавадарци, Евтим Бойчев от Неготино, д-р Тодор Гичев от Щип, Тома Кленков, Павле Гичев и Коце Кратовалиев от Скопие, Чкатров, Стерьо Боздов и Димитър Гюзелев. Те подчертават съществувалото въодушевление у населението в Македония, и очакванията му, че България ще се опре на него за извоюване на свободата и приобщаването им към пределите на голяма България. Но вместо това Гюзелев констатира че:
| „ | При идването на нашите власти, те знаеха силата на нашето Движение. Затова ни атакуват не като добри българи, защото не отричат това, но като изтъкнати политически авторитети, които държейки волята на народа могат да се противопоставят на управлението. Тук е тайната на днешната политика срещу нас. Целта е да се заличи всеки политически авторитет, което е погрешна политика на правителството, както и отказ да се опрем на един политически фактор. Ние в съгласие с вас започнахме да образуваме разни дружества и особено национални клубове. С това не искахме да делим народа, а да го насочим към служене на властта и държавата, като бързо се оттърсим от всичко, което бе останало от сърбите. Този величествен план господа, да се обедини цялата младеж в Македония в едно национално движение и го спаси от комунизирането, се унищожи от властта, защото ни се каза по един деликатен начин, че в това движение властта вижда зародиша на една политическа партия ... та е нужно да се преустанови... Вместо да се засили нашето единство, властта направи тъкмо обратното: опита се да разруши и онова, което тук завари. | “ |

В речта си Димитър Гюзелев обръща внимание и на антидържавническия подход на правителството и наличието на много сърбофили между чиновниците. Събранието решава са се обърне директно към цар Борис III и му изпраща изложение, в което се иска по-голямо представителство на местното население:
| „ | Народът се чувства до известна степен неравноправен... Властта не извърши необходимия акт с представителите на македонския народ, за да покаже на света, че обединението е станало като резултат на върховната воля на самия народ в Македония... От друга страна местната интелигенция се чувства подчинена и смятана за недостойна да заеме ръководни места в държавното управление. Народът не може да си представи иначе свободата освен чрез налагането тъкмо на оня български елемент, който носеше знамето на българщината в Македония, елемент, който познава народа и неговите нужди, и който без сътресения може да приобщи довечера поробения български народ в Македония към системата на управлението на царството. | “ |

След края на войната, в 1945 година, Гюзелев е осъден от комунистическата власт като „български фашист“ на смърт чрез обесване. По време на процеса, който продължава от 25 май до 2 юни 1945 година, Гюзелев е обвиняем заедно със Спиро Китинчев и Димитър Чкатров, че възпитава населението на Македония в български национален дух и работи за присъединяването на Македония към България. Тримата обвиняеми не отричат, че се борят за запазване на българското население в Македония от сръбската асимилация и освобождаването му от сръбско робство. По време на процеса Гюзелев заявява:
| „ | Кои сте вие, за да ме съдите за моята дейност. Аз служих на народа си, а вие на кого служите? | “ |

Гюзелев е разстрелян заедно с Димитър Чкатров край Зайчев рид, на 3 километра от Скопие, недалеч от пътя за Тетово.
Димитър Гюзелев е женен за скопянката Донка Иванова от рода на войводата Лазар Дивлянски, една от основателките на Тайната културно-просветна организация на македонските българки. Синът им Богомил Гюзел е известен писател и преводач в Северна Македония, а дъщеря им Лиляна Гюзелова е художничка и скулпторка.

## Съчинения

### Самостоятелни издания
- „Първите лъчи на свободата“, Скопие, 1941, 71 с.
- „Жертвите на Скопския студентски процес“, Скопие, 1942, 95 с.

### Статии
- Културно jединство jужних словена у средњем веку, Луч, Скопjе, бр. 4, 1.ІХ.1937 (авторът е отбелязан като Д. Д. Ђузеловић)
- Богомилство као први аграрни покрет у Европи, Луч, Скопjе, бр. 1 – 2, 15.ІІ.1938 (авторът е отбелязан като Д. Убавски)
- Масарик, Jан Хус, Поп Богомил, Луч, Скопjе, бр. 3, 3.ІІІ.1938 (авторът е отбелязан като Д. Убавски)